# Zimiromus boistus
Zimiromus boistus är en spindelart som beskrevs av Norman I. Platnick och Hubert Höfer 1990. Zimiromus boistus ingår i släktet Zimiromus och familjen plattbuksspindlar. Inga underarter finns listade i Catalogue of Life.